# Taalmodel
Een groot taalmodel of large language model (afgekort tot LLM) is een type kunstmatige intelligentie dat menselijke teksten in verschillende talen kan begrijpen en genereren met behulp van machinaal leren. Na het trainen en testen kan een tekstgenerator zelfstandig via kansverdeling een reeks woorden voorstellen om de juiste aanvulling trachten te voorspellen, of kan een AI-chatbot de vraag correct interpreteren en vervolgens ook een unieke onbestaande tekst als antwoord genereren.

## Werking
Gegeven een reeks woorden van lengte {\displaystyle m} kent een taalmodel een kans {\displaystyle P(w_{1},...,w_{m})} toe aan de hele reeks. Taalmodellen genereren die waarschijnlijkheden door te trainen op tekstverzamelingen in één of meerdere talen. Aangezien talen kunnen worden gebruikt om een oneindige verscheidenheid aan geldige zinnen uit te drukken (de eigenschap van digitale oneindigheid), moet taalmodellering ook niet-nulwaarschijnlijkheden toekennen aan taalkundig geldige reeksen die wellicht nooit in de trainingsdata voorkomen. Er zijn verschillende modelleerbenaderingen ontworpen om dit probleem op te lossen, zoals de toepassing van de Markov-eigenschap, of het gebruik van neurale architecturen zoals recurrente neurale netwerken of het transformer-model.

## Toepassingen
Taalmodellen zijn nuttig voor verschillende problemen in de computationele taalkunde, van initiële toepassingen in spraakherkenning om ervoor te zorgen dat onzinnige (d.w.z. onwaarschijnlijke) woordsequenties niet worden voorspeld, tot breder gebruik in computervertalingen (bv. ontwerpvertalingen vergelijken), natuurlijke taalgeneratie (genereren van tekst zoals die door mensen wordt gesproken), zoals in een geavanceerde chatbot, part-of-speech tagging, parsing, optische tekenherkenning, handschriftherkenning, grammatica-inductie, information retrieval, en andere toepassingen.

## Open source
Vele modellen zijn wel publiek te gebruiken, maar de code en datasets zijn meestal niet publiek toegankelijk. Een van de uitzonderingen is het BLOOM-taalmodel, dat die basisgegevens deelt met onderzoekers. Eventueel misbruik hopen de onderzoekers tegen te gaan met Responsible AI Licenses (RAIL).

## Evaluatie en benchmarks
De evaluatie van de kwaliteit van taalmodellen vindt meestal plaats door vergelijking met door mensen gecreëerde voorbeeld-benchmarks, opgemaakt volgens courante taalgerichte taken. Andere, minder gebruikte kwaliteitstests onderzoeken het intrinsieke karakter van een taalmodel, of vergelijken twee dergelijke modellen. Aangezien taalmodellen meestal dynamisch bedoeld zijn en kunnen leren van gegevens die worden ingevoerd, onderzoeken bepaalde methodes de leersnelheid, bijvoorbeeld door het nagaan van de leercurven.